# Shanghai Jiading Huilong FC
Der Shanghai Jiading Huilong Football Club (chinesisch 上海嘉定汇龙足球俱乐部) ist ein 2009 gegründeter chinesischer Fußballverein aus Shanghai (chinesisch 上海). Aktuell spielt der Verein in der zweiten Liga, der China League One.

## Namenshistorie
| von  | bis   | Vereinsname                                            |
| ---- | ----- | ------------------------------------------------------ |
| 2009 | 2012  | Shanghai Boji FC (chinesisch 上海博击)                 |
| 2013 | 2017  | Shanghai Jiading Boo King FC (chinesisch 上海嘉定博击) |
| 2017 | 2020  | Shanghai Jiading Boji FC (chinesisch 上海嘉定博击)     |
| 2021 | heute | Shanghai Jiading Huilong FC (chinesisch 上海嘉定汇龙)  |

## Stadion
Der Verein trägt seine Heimspiele im Jiading Stadium (chinesisch 嘉定体育场) in Jiading (chinesisch 嘉定区), einem Stadtbezirk in Shanghai, aus. Das Stadion hat ein Fassungsvermögen von 9704 Personen.

## Trainerchronik
| Trainer              | Nation              | von               | bis               |
| -------------------- | ------------------- | ----------------- | ----------------- |
| Zhang Chunhao        | Volksrepublik China | unbekannt         | 31. Dezember 2016 |
| Claudiu Stoica       | Rumänien            | 1. Januar 2017    | 31. Dezember 2017 |
| Qiu Jingwei          | Volksrepublik China | 1. Januar 2018    | 31. Dezember 2018 |
| Nahum Mingol         | Spanien             | 1. Januar 2021    | 18. November 2022 |
| Li Yi'nan            | Volksrepublik China | 19. November 2022 | 23. Mai 2023      |
| Ibon Cuartero Picaza | Spanien             | 23. Mai 2023      | 11. Juni 2023     |
| Yang Lin             | Volksrepublik China | 12. Juni 2023     |                   |